# Guild Guitar Company

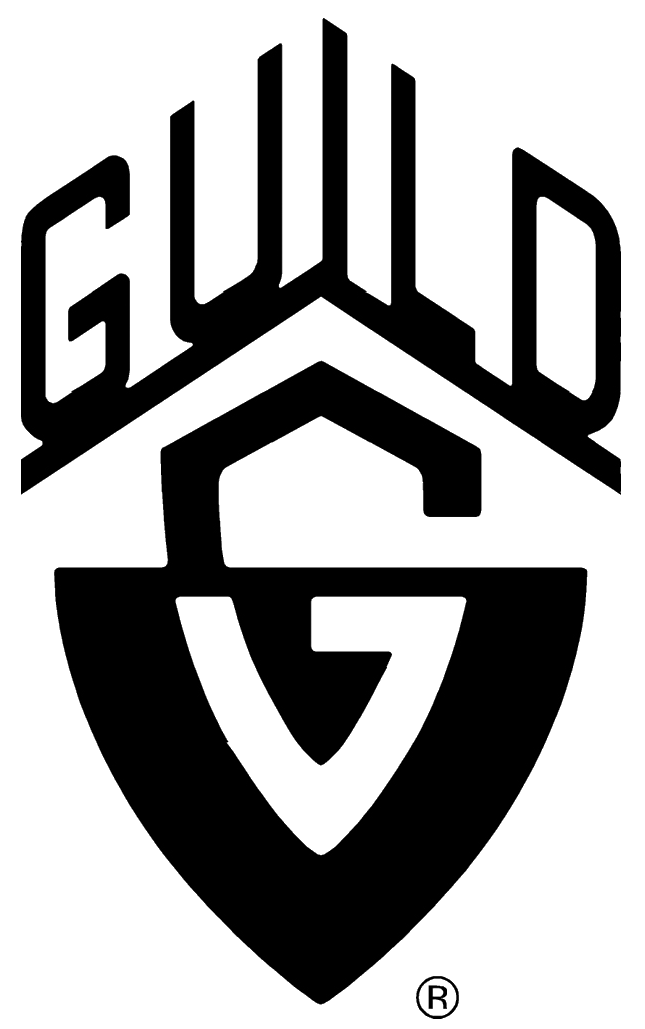
Logo.

La Guild Guitar Company (più comunemente nota come Guild), è un'azienda statunitense costruttrice di chitarre e bassi fondata a New York nel 1952 da Alfred Dronge (un commerciante di strumenti musicali) e George Mann (ex direttore della Epiphone).

## Storia
Il nome, che letteralmente significa Corporazione, deriva dal fatto che la società si presentava come una cooperativa dei migliori liutai fuoriusciti dalla Epiphone, all'epoca in forte crisi, attratti dalla proposta di Mann di costruire un'azienda autonoma orientata alla progettazione e la realizzazione di strumenti di alto livello.
Dopo appena un anno Mann, che aveva una visione più commerciale del progetto, fuoriuscì dalla società; nonostante ciò, sfruttando la consulenza dei maggiori musicisti di jazz e rock and roll che regolarmente registravano i propri lavori a New York, la Guild fu presto in grado di fornire una gamma di strumenti di livello assoluto, sia nel settore della liuteria acustica, sia nella produzione di chitarre semiacustiche.
All'inizio degli anni sessanta, a causa del grande successo dei suoi strumenti, i vecchi stabilimenti di Hoboken (New Jersey) risultavano del tutto inadeguati alla crescente richiesta: la produzione fu quindi spostata nei ben più capienti spazi a disposizione a Westerly, nel Rhode Island, lasciando a Hoboken gli uffici e la sede amministrativa.
L'evolversi del mercato, sempre più orientato verso chitarre a corpo solido e l'inevitabile declino della popolarità della musica jazz, unito agli imponenti investimenti pubblicitari che aziende sue concorrenti (in primis la Gibson) erano in grado di fare, il totale rifiuto di costruire strumenti musicali a prezzo contenuto nei paesi asiatici e, non ultima, la prematura scomparsa di Alfred Dronge nel 1972 in un incidente aereo, portarono la Guild ad un periodo di profonda crisi economica, culminata con l'acquisizione del marchio da parte della Fender nel 1995. Gli estimatori delle chitarre Guild considerano l'azienda estinta dopo il passaggio di proprietà, ritenendo la produzione attuale notevolmente distante dagli standard qualitativi precedenti. Il cambiamento fu invece salutato come un avvenimento positivo da parte dei lavoratori, ma presto la Fender disattese le promesse di mantenere il marchio come il fiore all'occhiello del catalogo di chitarre acustiche e semiacustiche della propria azienda.
In pochi anni, nonostante la consolidata tradizione aziendale:
- Chiuse gli storici laboratori di Westerly, spostando la produzione presso i propri stabilimenti, prima alla sede centrale di Corona, California, e poi a Tacoma, Washington negli ex stabilimenti della Tacoma Guitar Company e infine, nel 2008, negli stabilimenti precedentemente utilizzati da Ovation e Hamer Guitars a New Hartford, Connecticut.[3]
- Iniziò a produrre nei suoi stabilimenti cinesi modelli di chitarre acustiche economiche marchiate Guild.
- Rivoluzionò il catalogo, interrompendo la produzione della maggior parte dei modelli "storici" del marchio.
- Interruppe completamente la produzione di chitarre jazz ed elettriche.
- Produsse in Korea una linea di chitarre solid body col marchio DeArmond, che comunque mantenevano tutta la parte elettronica e i pickup rigorosamente prodotti dalla casa madre negli USA.

## Chitarre Guild nella cultura di massa
Nel campo della liuteria acustica, Guild, Martin e Gibson, sono storicamente considerati i marchi di riferimento, avendo introdotto, ognuna di queste compagnie, significative innovazioni nel settore, rispettivamente, delle chitarre jumbo, delle chitarre dreadnought e delle chitarre western.
L'artista che alla fine degli anni 60 e per tutti gli anni 70 contribuì maggiormente a rendere popolari a livello planetario le Guild acustiche è senza dubbio John Denver. Le sue Guild Jumbo a 6 e 12 corde compaiono non solo in tutte le storiche registrazioni in studio dell'artista, ma pure ritratte in diverse occasioni sulle copertine dei suoi albums, tra cui il suo primo, Rhymes and Reasons del 1969, il suo quarto Poems, Prayers & Promises del 1971 ed i due dal vivo An Evening with John Denver (1975) e Live in London (1976).
John Renbourn, uno dei più grandi chitarristi acustici di tutti i tempi, ha legato la fase forse più creativa della sua lunga carriera all'uso della dreadnought D55, ritratta anche sulla copertina del suo album The Black Balloon del 1979.
Richie Havens è un altro popolare artista la cui carriera è sempre stata legata alle Guild acustiche, in particolare alla dreadnought D40 che portò sul palco anche al celeberrimo Woodstock Festival del 1969. La Casa infine premiò la sua pressoché assoluta fedeltà a questo modello creando la Guild D40 Richie Havens Signature Model.
Un ulteriore elemento in grado di spiegare la popolarità del marchio Guild nel settore della liuteria acustica può essere rintracciato nella foto di copertina dell'album Bryter Layter del cantautore inglese Nick Drake, nella quale l'artista si fa ritrarre abbracciato alla sua "fida" Guild M20.

Allo stesso modo, la "Guild Artist Award", modello di punta del catalogo di chitarre archtop jazz della Guild, costruito con materiali e liuteria senza compromessi, con un prezzo di 10.000 dollari (listino 2001) che la rendeva la chitarra di produzione industriale più costosa al mondo, ha reso il marchio una pietra di paragone nel settore della liuteria elettrocustica al più alto livello.

Non stupisce che siano numerosi i grandi chitarristi che hanno utilizzato strumenti Guild, talvolta nonostante fossero vincolati da contratti di sponsorizzazione da altri produttori.

Fra questi possiamo citare;
- Bryan Adams
- Joan Baez
- George Benson
- Johnny Cash
- Eric Clapton
- Bob Dylan
- Jerry Garcia
- Barry Gibb
- Daniel Auerbach dei The Black Keys
- Lightnin' Hopkins
- Brian May
- Pat Metheny
- John Renbourn
- Randy Rhoads
- Brian Setzer
- Paul Simon
- Bruce Springsteen
- Kim Thayil dei Soundgarden
- Stevie Ray Vaughan
- Tom Waits
- Muddy Waters
- John Rzeznik
- Richie Havens
- David Gilmour
- Slash
- Antonio Onorato
- Michael Gira
- Noel Gallagher
- Jack White
- Brendan Benson
- John Denver
- Pete Townshend